# 威纳·施拉姆

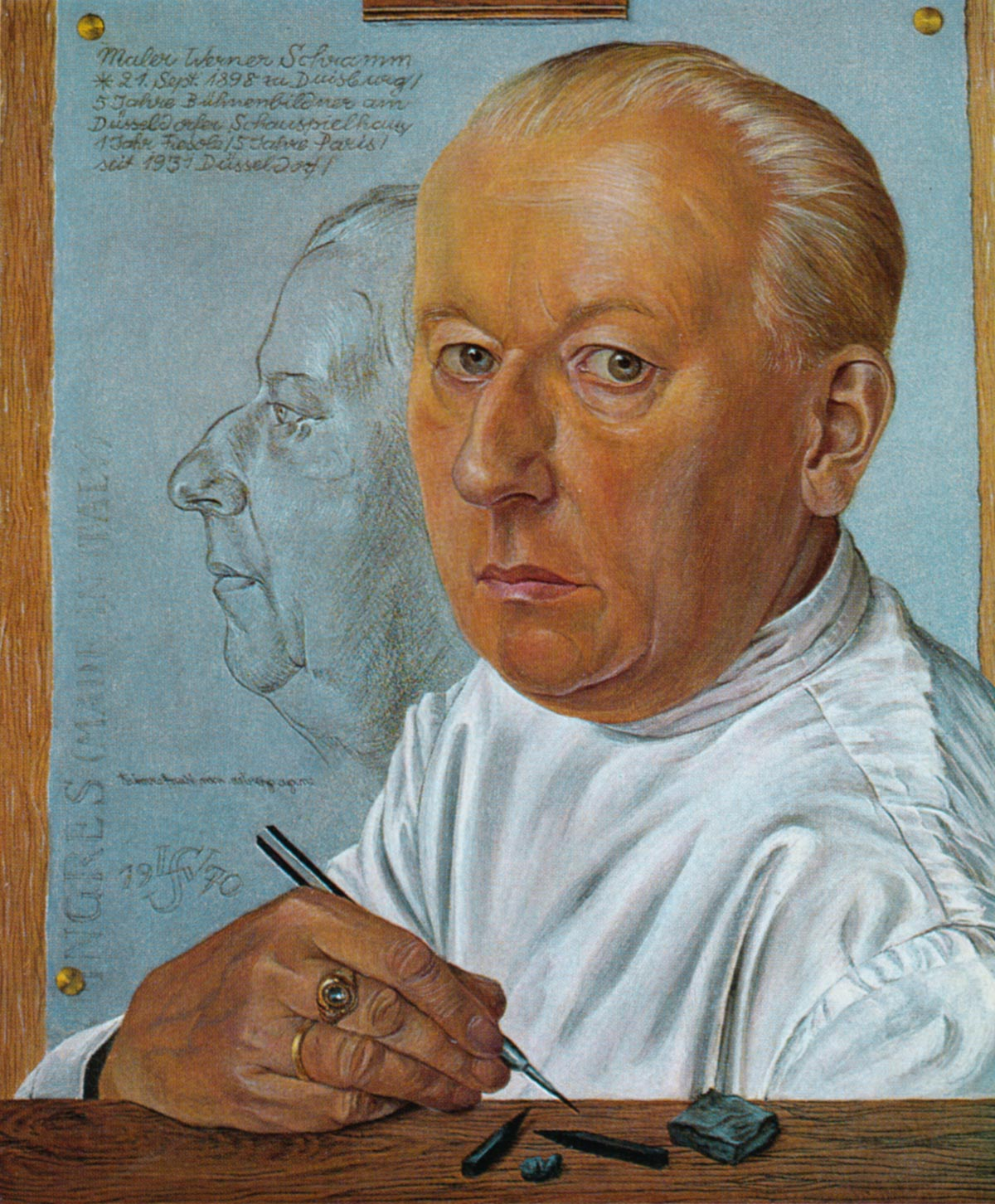
威纳·施拉姆自画像 ("Selbstbildnis", 1970)

威纳·施拉姆（Werner Schramm）（1898年—1970年）是德国画家。威纳·施拉姆1898年生于德国的杜伊斯堡，1970年在德国的杜塞尔多夫去世，是一个商人的儿子。在接受了传统教育后，他进入了杜塞尔多夫的装饰艺术学校。1919年，他重新开始了因第一次世界大战而中断的绘画。他受到德国印象主义绘画及最初的抽象艺术形式的影响。威纳·施拉姆（Werner Schramm）在看到马蒂亚斯·格吕内瓦尔德的伊森海姆祭坛画（这幅画曾在老绘画陈列馆（Munich Pinacothek）临时展出）后得到了启示。他开始尝试中世纪绘画技法：以粉笔或石灰加入油和蛋黄做底，绘制出一幅富有表现力的绘画。
1920年，他受到派遣，在杜塞尔多夫剧院当装饰画师。
1925年，与莉泽洛特·施拉姆·海克曼（Liselotte Schramm-Heckmann）结婚后，他们在佛罗伦萨附近居住了一年，然后又到巴黎住了五年。期间他多次周游法国。
1929年，他去了西班牙。
1931年到1970年，他同家人一起住在杜塞尔多夫。

### 脚注
1. ↑  WERNER SCHRAMM.

### 文献
- Werner Schramm, Liselotte Schramm-Heckmann, Otto Brües (编). . 1965. ASIN B0000BNIBW.
- Werner Schramm, Liselotte Schramm-Heckmann, Otto Brües (编). . 1976.
- Liselotte Schramm-Heckmann (编). . 1991. ISBN 978-3-929945-04-1.
- Liselotte Schramm-Heckmann (编). .
- . World Heritage Encyclopedia.   [2015-03-02]. （原始内容存档于2015-04-02）.